# Final de la Liga Nacional de Básquet 2014-15
La final de la Liga Nacional de Básquet 2014/15 fue la trigésima primera final disputada y tuvo lugar entre el 2 y el 16 de julio de 2015. La disputaron Quimsa, campeón de la conferencia norte, y Gimnasia Indalo, campeón de la sur.
Se disputó al mejor de siete juegos como se hace desde la temporada 1990/91, consagrándose campeón aquel equipo que llegase a vencer en cuatro partidos.
Como Quimsa se clasificó primero en la conferencia norte, y Gimnasia Indalo segundo, obtuvo la ventaja de localías, disputando como mucho, cuatro de los siete partidos como local. Aparte de disputar la final por el título, ambos equipos lograron la clasificación a la siguiente edición de la Liga de las Américas.
Tras seis encuentros, el equipo santiagueño se alzó con el título jugando en tierras patagónicas y en un cierre ajustado de partido, venciendo 70 a 68. Logró su primer título.

## Historia
Ambos equipos han disputado una final en su historia en la LNB, siendo Gimnasia de Comodoro el que primero jugó, cuando en la temporada 2005/06 venció a Libertad de Sunchales para así obtener su único título. Por su parte, Quimsa llegó a la final en la 2007/08, donde cayó ante Libertad de Sunchales.

### Camino a la final

#### Quimsa
El equipo santiagueño fue el mejor de toda la liga, acumulando 43 victorias y tan solo 9 derrotas en la fase regular. Además llegó a igualar la marca de 17 victorias de manera consecutivas y siendo el tercer equipo en lograrlo en toda la historia. El equipo tan solo disputó Liga Nacional y el Súper 8, este último, el primer título en la temporada y segundo en su historia, disputado en su propio estadio.
| Equipo | Primera fase - Conferencia norte | Primera fase - Conferencia norte | Primera fase - Conferencia norte | Primera fase - Conferencia norte | Primera fase - Conferencia norte | Segunda fase | Segunda fase | Segunda fase | Segunda fase | Segunda fase | Segunda fase | Play-offs | Play-offs | Play-offs | Total | Total | Total | Total |
| Equipo | PJ                               | PG                               | PP                               | %                                | Pos                              | Ar           | PJ           | PG           | PP           | %            | Pos          | PJ        | PG        | PP        | PJ    | PG    | PP    | %     |
| ------ | -------------------------------- | -------------------------------- | -------------------------------- | -------------------------------- | -------------------------------- | ------------ | ------------ | ------------ | ------------ | ------------ | ------------ | --------- | --------- | --------- | ----- | ----- | ----- | ----- |
| Quimsa | 18                               | 16                               | 2                                | 88.8                             | 1.º                              | 16-2         | 34           | 27           | 7            | 79.4         | 1.º          | 11        | 9         | 2         | 63    | 52    | 11    | 82.5  |

#### Gimnasia Indalo
El equipo chubutense tuvo un andar dispar en la conferencia sur, terminando cuarto la primera fase, y segundo la segunda fase. También disputó el Súper 8 2014, donde quedó eliminado en su primer partido. En la segunda fase mejoró su rendimiento, llegando a disputar el primer puesto contra Obras Sanitarias hasta el final.
| Equipo      | Primera fase - Conferencia sur | Primera fase - Conferencia sur | Primera fase - Conferencia sur | Primera fase - Conferencia sur | Primera fase - Conferencia sur | Segunda fase | Segunda fase | Segunda fase | Segunda fase | Segunda fase | Segunda fase | Play-offs | Play-offs | Play-offs | Total | Total | Total | Total |
| Equipo      | PJ                             | PG                             | PP                             | %                              | Pos                            | Ar           | PJ           | PG           | PP           | %            | Pos          | PJ        | PG        | PP        | PJ    | PG    | PP    | %     |
| ----------- | ------------------------------ | ------------------------------ | ------------------------------ | ------------------------------ | ------------------------------ | ------------ | ------------ | ------------ | ------------ | ------------ | ------------ | --------- | --------- | --------- | ----- | ----- | ----- | ----- |
| GECR Indalo | 18                             | 10                             | 8                              | 55.5                           | 4.º                            | 10-8         | 34           | 22           | 12           | 64.7         | 2.º          | 12        | 9         | 3         | 64    | 41    | 23    | 64.0  |

## Desarrollo
Ambos partidos durante la Liga Nacional disputados entre los equipos fueron ganados por Quimsa, primero en Comodoro Rivadavia, 77 a 68 y en Santiago del Estero 79 a 68. De ambos equipos, Quimsa fue el único que se esperaba, sin dudar, llegase a la final tras la gran temporada regular que había tenido. Por el otro lado, Obras Sanitarias, el mejor ubicado y más regular del sur había quedado fuera en semifinales de conferencia, quedando Gimnasia Indalo, el segundo ubicado, como favorito a ganar la conferencia.
La primera final se disputó el 2 de julio, a la cual GECR llegaba con un día más de descanso. Sin embargo, esta diferencia no se vio en el terreno de juego. Quimsa arrasó el partido desde el comienzo, cerrando el primer cuarto 21 a 11 y el primer tiempo 58 a 30. El partido del equipo chubutense fue muy flojo en tiros con solo 6/19 en triples y 14/47 rebotes, mientras que el local logró un goleo parejo y, salvo el tercer cuarto, ganó los demás parciales.

Creo que no tuvimos circulación de balón, las líneas de pase fueron muy fuertes, no tuvimos puertas de atrás, no tuvimos penetraciones... y todo eso nos costó caro.
Gonzalo García, DT de Gimnasia Indalo.

El segundo partido fue más abierto, donde la defensa de Quimsa se destacó y en el primer cuarto ganó por 12. El segundo cuarto también fue para la fusión, que ganó el primer tiempo 48 a 28, una diferencia que se mantuvo durante el tercer cuarto, con lo cual, Gimnasia Indalo llegó al último cuarto obligado a marcar veinte para igualar el resultado. El equipo "verde" comenzó esa última parte incentivado y achicó la diferencia a 12, sin embargo, el local, sobre la base de rebotes ofensivos, mantuvo la ventaja y así, el segundo punto fue nuevamente para el mejor de la fase regular.

Nos sirve muchísimo la agresividad que tenemos en defensa. Lo venimos haciendo muy bien, trabajando unidos individual y colectivamente. Seguramente ellos pueden jugar mejor, pero lo importante es que nosotros hemos podido hacer nuestra defensa y poder jugar bien en ataque.
Nicolás Aguirre, jugador de Quimsa.

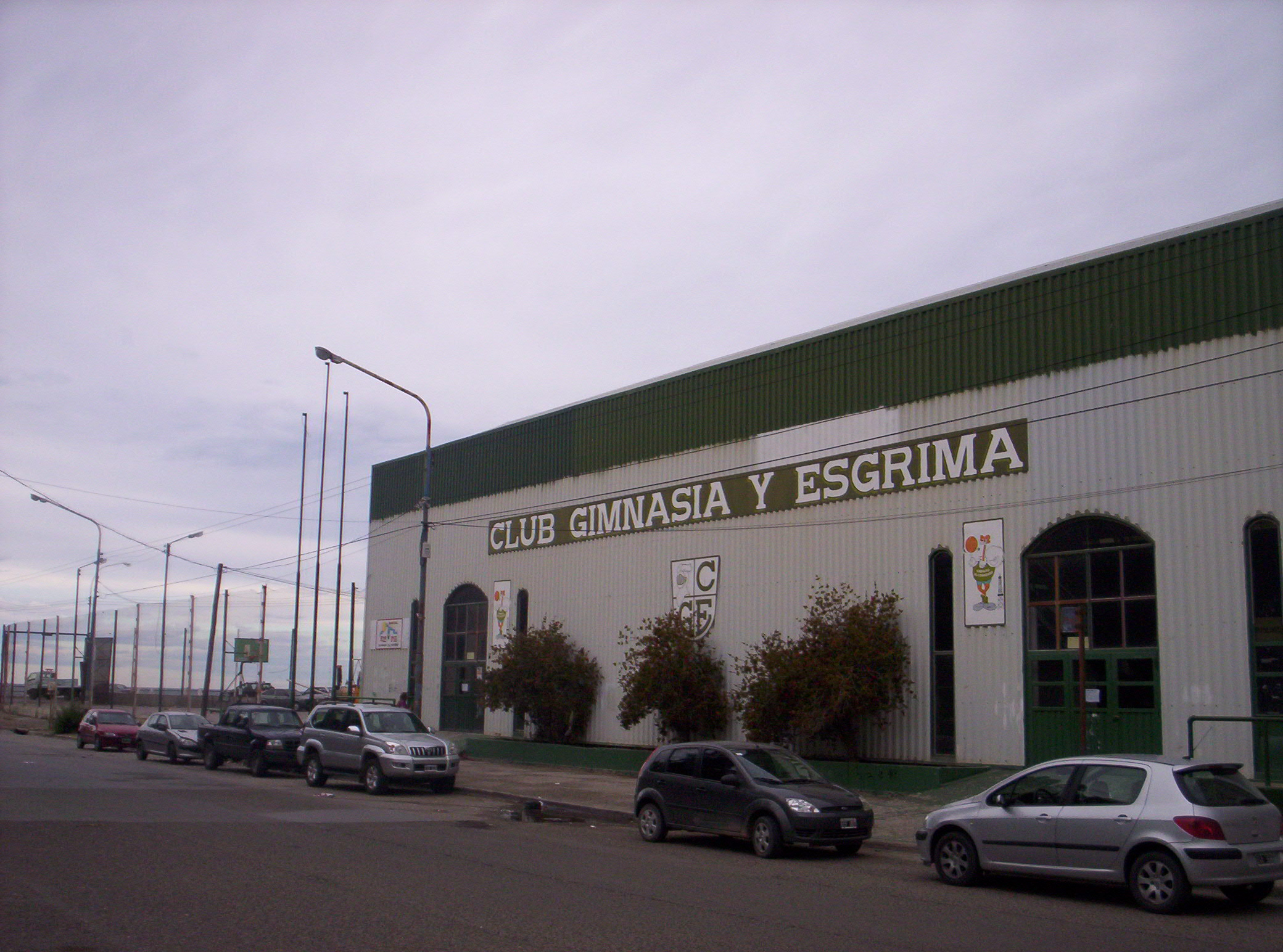
Estadio Socios Fundadores, en Comodoro Rivadavia.

El 7 de julio se disputó el tercer encuentro, en Comodoro Rivadavia, donde el encuentro fue más disputado que los anteriores y el primer tiempo terminó 23 a 24 con ventaja al visitante. El tercer cuarto fue ganado por el local, llevando el partido a una ventaja de 7. El cuarto final fue más disputado, llegando a un minuto para el final con ventaja de 4 para el equipo chubutense. Tras unos libres fallados por equipo, y a falta de pocos segundos para el final, con el partido 63 a 60, Gimnasia tuvo un libre, que Santiago Scala falló y, en el rebote, Nicolás "el penka" Aguirre convirtió un triple desde mitad de cancha sobre la chicharra para llevar el resultado a 63 iguales y así finalizar los cuarenta minutos. En el tiempo extra, y tras tres de los cinco minutos, el partido seguía abierto, 67 a 65 ganaba el local, luego, con dos libres, Quimsa lo igualó. Con un triple a falta de 35 segundos, el local despegó su ventaja a 4, tras esto, con pocos segundos de posesión, Gimnasia logró forzar un quinto juego al poner la serie 1 - 2.
El cuarto partido fue dominado en su totalidad por el local, que nunca estuvo por debajo en el marcador, y logró una ventaja de cinco en el primer tiempo, y una de ocho en el tercer cuarto. Se destacaron Sam Clancy, con 12 rebotes, y Leonel Schattmann, goleador, con 24 tantos. El quinto encuentro se disputó tres días después. En Santiago, Quimsa volvió a mostrar superioridad, logrando una victoria desde el comienzo del encuentro. Esta victoria colocó a Quimsa "match point", y dejó a Gimnasia de Comodoro con la obligación de ganar como local.

Estamos en un momento límite. Sabemos que no hay mañana y tenemos que ganar para forzar el séptimo juego. Tenemos que pensar en el partido sabiendo que los últimos, acá, los jugamos muy bien. Hacer todo lo que se hizo de manera correcta y tratar de corregir lo malo. Ya sabemos lo que tiene Quimsa. Esperamos ganarlo
Nicolás De Los Santos, jugador de Gimnasia Indalo.

El sexto juego fue muy disputado, GECR hizo fuerte su localía, ganando el primer cuarto por seis puntos. Esa diferencia se redujo a dos al cabo del primer tiempo. El tercer cuarto comenzó con una superioridad del local, que estiró la diferencia a siete, pero el visitante tuvo un mejor cierre y nuevamente la diferencia se redujo, y se acabó el tercer periodo con ventaja de 3 para Gimnasia Indalo, 57 a 54. En el último cuarto, el equipo visitante dio vuelta el marcador, y llegó hasta tener 4 de ventaja, la cual rápidamente se redujo y, a falta de 1 segundo, y con marcador 68 a 70, Nicolás Aguirre, de Quimsa, se resbaló y perdió el balón, dejandoseló a Nicolás De Los Santos, quien se fue solo contra el aro y falló la bandeja. Tras esta pérdida, el local tuvo la oportunidad de reponer desde la línea de fondo y con nueve décimas, pero un manotazo defensivo acabó con las chances de empate y Quimsa se consagró campeón por primera vez en su historia.

Ellos juegan muy bien, no podés conseguir nada de valor sin tener adversidad, sin un poquito de sufrimiento, y ellos hicieron un gran trabajo, nosotros ganamos allá (en Santiago) y ellos ganaron acá, y bueno creo que perdiendo acá nos despertamos, fuimos a Santiago e hicimos un gran juego, y ahora sacamos este partido acá para quedarnos con la copa.
Robert Battle, jugador de Quimsa.

Estaba en la búsqueda (del título), lo quería hacer con este grupo porque desde el primer día conectamos muy rápido, estábamos todos con la misma idea, desde el presidente del club, cuerpo técnico, jugadores y toda la gente. Había que saldar una cuenta, teníamos que regalarle a la tierra de (Miguel) Cortijo el primer título nacional.
Silvio Santander, DT de Quimsa.

## Partidos

### Primer partido
| 2 de julio, 22:00 | Quimsa                                                           | 70–54                | Gimnasia Indalo                                                                        | Santiago del Estero                                                                    |  |  |
|                   | Parciales: 21 - 11, 16 - 8, 14 - 21, 19 - 14                     |                      |                                                                                        |                                                                                        |  |  |
|                   | Estadísticas Robert Battle 14 Robert Battle 12 Nicolás Aguirre 5 | Reporte Pts Reb Asts | Estadísticas 14 Nicolás De Los Santos 10 Aguerre y Clancy 4 De Los Santos y Schattmann | Pabellón: Estadio Ciudad Árbitros: * Pablo Estévez * Daniel Rodrigo * Leonardo Zalazar |  |  |
| Serie: 1 - 0      |                                                                  |                      |                                                                                        |                                                                                        |  |  |
|                   |                                                                  |                      |                                                                                        |                                                                                        |  |  |

| Quimsa     | Quimsa       | Quimsa           | Quimsa           | Quimsa           | Quimsa           |
| Jugador    | Jugador      | Pts              | Reb              | As               | Minutos          |
| ---------- | ------------ | ---------------- | ---------------- | ---------------- | ---------------- |
| 5          | García       | 6                | 1                | 1                | 18.32            |
| 7          | Aguirre      | 12               | 4                | 5                | 28.10            |
| 17         | Vega         | 10               | 7                | 1                | 26.38            |
| 19         | Mainoldi     | 11               | 6                | 0                | 28.09            |
| 23         | Battle       | 14               | 12               | 2                | 30.23            |
| Suplentes  |              |                  |                  |                  |                  |
| 3          | Buticci      | 0                | 0                | 0                | 0                |
| 4          | Pérez Naim   | 7                | 3                | 2                | 20.38            |
| 9          | Montero      | 0                | 0                | 0                | 0                |
| 10         | Fernández C. | 2                | 2                | 1                | 13.53            |
| 14         | Deck         | 4                | 4                | 1                | 23.16            |
| 15         | Pagani       | 0                | 0                | 0                | 0                |
| 33         | Crawford     | 4                | 4                | 0                | 10.21            |
| Entrenador | Entrenador   | Silvio Santander | Silvio Santander | Silvio Santander | Silvio Santander |

| Gimnasia Indalo | Gimnasia Indalo | Gimnasia Indalo | Gimnasia Indalo | Gimnasia Indalo | Gimnasia Indalo |
| Jugador         | Jugador         | Pts             | Reb             | As              | Minutos         |
| --------------- | --------------- | --------------- | --------------- | --------------- | --------------- |
| 5               | De Los Santos   | 14              | 3               | 4               | 37.19           |
| 12              | Aguerre         | 10              | 10              | 0               | 35.48           |
| 13              | Cavaco          | 3               | 4               | 1               | 29.16           |
| 20              | Schattmann      | 8               | 0               | 4               | 24.23           |
| 50              | Clancy          | 7               | 10              | 0               | 28.51           |
| Suplentes       |                 |                 |                 |                 |                 |
| 2               | Giarrafa        | 0               | 0               | 0               | 0.41            |
| 7               | Maranesi        | 0               | 0               | 0               | 0               |
| 9               | Scala           | 7               | 5               | 2               | 24.10           |
| 15              | Thorp           | 0               | 0               | 0               | 0               |
| 25              | Guaita          | 5               | 7               | 1               | 15.51           |
| 88              | Orlietti        | 0               | 0               | 0               | 3.41            |
| Entrenador      | Entrenador      | Gonzalo García  | Gonzalo García  | Gonzalo García  | Gonzalo García  |

### Segundo partido
| 4 de julio, 22:00 | Quimsa                                                                              | 92–69                | Gimnasia Indalo                                                  | Santiago del Estero                                                                    |  |  |
|                   | Parciales: 25 - 13, 23 - 15, 20 - 20, 24 - 21                                       |                      |                                                                  |                                                                                        |  |  |
|                   | Estadísticas García, Nicolás Aguirre y Battle 20 Robert Battle 15 Nicolás Aguirre 7 | Reporte Pts Reb Asts | Estadísticas 15 Santiago Scala 8 Sam Clancy Jr. 4 Santiago Scala | Pabellón: Estadio Ciudad Árbitros: * Fernando Sampietro * Diego Rougier * Oscar Brítez |  |  |
| Serie: 2 - 0      |                                                                                     |                      |                                                                  |                                                                                        |  |  |
|                   |                                                                                     |                      |                                                                  |                                                                                        |  |  |

| Quimsa     | Quimsa        | Quimsa           | Quimsa           | Quimsa           | Quimsa           |
| Jugador    | Jugador       | Pts              | Reb              | As               | Minutos          |
| ---------- | ------------- | ---------------- | ---------------- | ---------------- | ---------------- |
| 5          | García        | 20               | 1                | 2                | 31.34            |
| 7          | Aguirre       | 20               | 3                | 7                | 31.12            |
| 17         | Vega          | 4                | 5                | 0                | 20.24            |
| 19         | Mainoldi      | 3                | 1                | 1                | 18.44            |
| 23         | Battle        | 20               | 15               | 1                | 32.34            |
| Suplentes  |               |                  |                  |                  |                  |
| 3          | Buticci       | 2                | 1                | 0                | 1.09             |
| 4          | Pérez Naim    | 0                | 0                | 1                | 10.05            |
| 9          | Montero       | 0                | 0                | 0                | 0                |
| 10         | Fernández C.  | 8                | 4                | 1                | 25.36            |
| 14         | Deck          | 11               | 4                | 0                | 21.16            |
| 15         | Pagani        | 0                | 0                | 0                | 0                |
| 33         | Chaz Crawford | 4                | 0                | 0                | 7.26             |
| Entrenador | Entrenador    | Silvio Santander | Silvio Santander | Silvio Santander | Silvio Santander |

| Gimnasia Indalo | Gimnasia Indalo | Gimnasia Indalo | Gimnasia Indalo | Gimnasia Indalo | Gimnasia Indalo |
| Jugador         | Jugador         | Pts             | Reb             | As              | Minutos         |
| --------------- | --------------- | --------------- | --------------- | --------------- | --------------- |
| 5               | De Los Santos   | 6               | 4               | 3               | 30.52           |
| 12              | Aguerre         | 7               | 4               | 0               | 20.05           |
| 13              | Cavaco          | 9               | 4               | 0               | 26.01           |
| 20              | Schattmann      | 11              | 1               | 1               | 24.37           |
| 50              | Clancy          | 14              | 8               | 2               | 34.27           |
| Suplentes       |                 |                 |                 |                 |                 |
| 2               | Giarrafa        | 0               | 0               | 0               | 3.18            |
| 7               | Maranesi        | 0               | 0               | 0               | 0               |
| 9               | Scala           | 15              | 2               | 4               | 33.44           |
| 15              | Thorp           | 0               | 0               | 0               | 0               |
| 25              | Guaita          | 7               | 5               | 0               | 18.30           |
| 88              | Orlietti        | 0               | 0               | 1               | 8.26            |
| Entrenador      | Entrenador      | Gonzalo García  | Gonzalo García  | Gonzalo García  | Gonzalo García  |

### Tercer partido
| 7 de julio, 21:00 | Gimnasia Indalo                                                             | 76–70                | Quimsa                                                        | Comodoro Rivadavia                                                                               |  |  |
|                   | Parciales: 9 - 14, 14 - 10, 25 - 17, 13 - 7 (T.E.: 13 - 7)                  |                      |                                                               |                                                                                                  |  |  |
|                   | Estadísticas Leonel Schattmann 32 Sam Clancy Jr. 18 Nicolás De Los Santos 4 | Reporte Pts Reb Asts | Estadísticas 17 Gabriel Deck 12 Robert Battle 2 Robert Battle | Pabellón: Estadio Socios Fundadores Árbitros: * Alejandro Chiti * Juan Fernández * Roberto Smith |  |  |
| Serie: 1 - 2      |                                                                             |                      |                                                               |                                                                                                  |  |  |
|                   |                                                                             |                      |                                                               |                                                                                                  |  |  |

| Gimnasia Indalo | Gimnasia Indalo | Gimnasia Indalo | Gimnasia Indalo | Gimnasia Indalo | Gimnasia Indalo |
| Jugador         | Jugador         | Pts             | Reb             | As              | Minutos         |
| --------------- | --------------- | --------------- | --------------- | --------------- | --------------- |
| 5               | De Los Santos   | 11              | 7               | 4               | 28.35           |
| 12              | Aguerre         | 2               | 7               | 1               | 28.49           |
| 13              | Cavaco          | 0               | 2               | 2               | 30.50           |
| 20              | Schattmann      | 32              | 3               | 2               | 39.40           |
| 50              | Clancy          | 14              | 18              | 1               | 40.22           |
| Suplentes       |                 |                 |                 |                 |                 |
| 2               | Giarrafa        | 0               | 0               | 0               | 0               |
| 7               | Maranesi        | 0               | 0               | 0               | 0               |
| 9               | Scala           | 11              | 1               | 2               | 37.41           |
| 11              | Roumec          | 0               | 0               | 0               | 0               |
| 15              | Thorp           | 0               | 0               | 0               | 0               |
| 25              | Guaita          | 6               | 1               | 0               | 20.49           |
| 88              | Orlietti        | 0               | 0               | 0               | 0               |
| Entrenador      | Entrenador      | Gonzalo García  | Gonzalo García  | Gonzalo García  | Gonzalo García  |

| Quimsa     | Quimsa       | Quimsa           | Quimsa           | Quimsa           | Quimsa           |
| Jugador    | Jugador      | Pts              | Reb              | As               | Minutos          |
| ---------- | ------------ | ---------------- | ---------------- | ---------------- | ---------------- |
| 5          | García       | 8                | 1                | 1                | 29.27            |
| 7          | Aguirre      | 9                | 5                | 1                | 31.47            |
| 14         | Deck         | 17               | 5                | 1                | 30.35            |
| 17         | Vega         | 7                | 2                | 1                | 19.09            |
| 23         | Battle       | 14               | 12               | 2                | 31.28            |
| Suplentes  |              |                  |                  |                  |                  |
| 3          | Buticci      | 0                | 0                | 0                | 0                |
| 4          | Pérez Naim   | 5                | 1                | 0                | 26.24            |
| 6          | Ledesma      | 0                | 0                | 0                | 0                |
| 9          | Montero      | 0                | 0                | 0                | 0                |
| 10         | Fernández C. | 6                | 1                | 0                | 17.57            |
| 19         | Mainoldi     | 4                | 9                | 0                | 24.41            |
| 33         | Crawford     | 0                | 2                | 0                | 13.32            |
| Entrenador | Entrenador   | Silvio Santander | Silvio Santander | Silvio Santander | Silvio Santander |

### Cuarto partido
| 9 de julio, 21:00 | Gimnasia Indalo                                                             | 81–75                | Quimsa                                                            | Comodoro Rivadavia                                                                               |  |  |
|                   | Parciales: 19 - 17, 18 - 15, 21 - 14, 23 - 29                               |                      |                                                                   |                                                                                                  |  |  |
|                   | Estadísticas Leonel Schattmann 24 Sam Clancy Jr. 12 Nicolás De Los Santos 5 | Reporte Pts Reb Asts | Estadísticas 22 Robert Battle 7 Nicolás Aguirre 2 Nicolás Aguirre | Pabellón: Estadio Socios Fundadores Árbitros: * Pablo Estévez * Fabricio Vito * Leonardo Zalazar |  |  |
| Serie: 2 - 2      |                                                                             |                      |                                                                   |                                                                                                  |  |  |
|                   |                                                                             |                      |                                                                   |                                                                                                  |  |  |

| Gimnasia Indalo | Gimnasia Indalo | Gimnasia Indalo | Gimnasia Indalo | Gimnasia Indalo | Gimnasia Indalo |
| Jugicoador      | Jugicoador      | Pts             | Reb             | As              | Minutos         |
| --------------- | --------------- | --------------- | --------------- | --------------- | --------------- |
| 5               | De Los Santos   | 11              | 5               | 5               | 37.14           |
| 12              | Aguerre         | 12              | 5               | 1               | 35.01           |
| 13              | Cavaco          | 3               | 4               | 0               | 29.51           |
| 20              | Schattmann      | 24              | 4               | 1               | 40.00           |
| 50              | Clancy          | 11              | 12              | 0               | 28.20           |
| Suplentes       |                 |                 |                 |                 |                 |
| 2               | Giarrafa        | 0               | 0               | 0               | 0               |
| 7               | Maranesi        | 0               | 0               | 0               | 0               |
| 9               | Scala           | 11              | 0               | 2               | 17.54           |
| 11              | Roumec          | 0               | 0               | 0               | 0               |
| 15              | Thorp           | 0               | 0               | 0               | 0               |
| 25              | Guaita          | 9               | 2               | 0               | 11.40           |
| 88              | Orlietti        | 0               | 0               | 0               | 0               |
| Entrenador      | Entrenador      | Gonzalo García  | Gonzalo García  | Gonzalo García  | Gonzalo García  |

| Quimsa     | Quimsa       | Quimsa           | Quimsa           | Quimsa           | Quimsa           |
| Jugador    | Jugador      | Pts              | Reb              | As               | Minutos          |
| ---------- | ------------ | ---------------- | ---------------- | ---------------- | ---------------- |
| 5          | García       | 16               | 2                | 1                | 28.57            |
| 7          | Aguirre      | 7                | 7                | 2                | 25.30            |
| 12         | Deck         | 12               | 4                | 0                | 28.47            |
| 17         | Vega         | 2                | 6                | 1                | 20.59            |
| 23         | Battle       | 22               | 5                | 1                | 29.09            |
| Suplentes  |              |                  |                  |                  |                  |
| 3          | Buticci      | 0                | 0                | 0                | 0                |
| 4          | Pérez Naim   | 6                | 3                | 1                | 20.57            |
| 6          | Ledesma      | 0                | 0                | 0                | 0                |
| 9          | Montero      | 0                | 0                | 0                | 0                |
| 10         | Fernández C. | 0                | 0                | 0                | 16.54            |
| 19         | Mainoldi     | 6                | 6                | 1                | 23.16            |
| 33         | Crawford     | 4                | 0                | 0                | 5.31             |
| Entrenador | Entrenador   | Silvio Santander | Silvio Santander | Silvio Santander | Silvio Santander |

### Quinto partido
| 12 de julio, 21:30 | Quimsa                                                          | 82–70                | Gimnasia Indalo                                                     | Santiago del Estero                                                                |  |  |
|                    | Parciales: 23 - 19, 17 - 12, 23 - 23, 19 - 16                   |                      |                                                                     |                                                                                    |  |  |
|                    | Estadísticas Robert Battle 18 Robert Battle 7 Nicolás Aguirre 7 | Reporte Pts Reb Asts | Estadísticas 17 Santiago Scala 11 Federico Aguerre 3 Santiago Scala | Pabellón: Estadio Ciudad Árbitros: * Daniel Rodrigo * Diego Rougier * Oscar Brítez |  |  |
| Serie: 3 - 2       |                                                                 |                      |                                                                     |                                                                                    |  |  |
|                    |                                                                 |                      |                                                                     |                                                                                    |  |  |

| Quimsa     | Quimsa       | Quimsa           | Quimsa           | Quimsa           | Quimsa           |
| Jugador    | Jugador      | Pts              | Reb              | As               | Minutos          |
| ---------- | ------------ | ---------------- | ---------------- | ---------------- | ---------------- |
| 5          | García       | 17               | 4                | 3                | 29.40            |
| 7          | Aguirre      | 9                | 5                | 7                | 31.21            |
| 17         | Vega         | 8                | 6                | 0                | 27.49            |
| 19         | Mainoldi     | 5                | 1                | 0                | 5.48             |
| 23         | Battle       | 18               | 7                | 2                | 33.46            |
| Suplentes  |              |                  |                  |                  |                  |
| 3          | Buticci      | 0                | 0                | 0                | 0                |
| 4          | Pérez Naim   | 9                | 2                | 1                | 17.24            |
| 6          | Ledesma      | 0                | 0                | 0                | 0                |
| 9          | Montero      | 0                | 0                | 0                | 0                |
| 10         | Fernández C. | 5                | 1                | 0                | 13.35            |
| 14         | Deck         | 8                | 6                | 0                | 13.35            |
| 33         | Crawford     | 3                | 3                | 0                | 13.22            |
| Entrenador | Entrenador   | Silvio Santander | Silvio Santander | Silvio Santander | Silvio Santander |

| Gimnasia Indalo | Gimnasia Indalo | Gimnasia Indalo | Gimnasia Indalo | Gimnasia Indalo | Gimnasia Indalo |
| Jugador         | Jugador         | Pts             | Reb             | As              | Minutos         |
| --------------- | --------------- | --------------- | --------------- | --------------- | --------------- |
| 5               | De Los Santos   | 7               | 1               | 2               | 31.21           |
| 12              | Aguerre         | 7               | 11              | 1               | 34.13           |
| 13              | Cavaco          | 10              | 3               | 1               | 22.03           |
| 20              | Schattmann      | 13              | 2               | 1               | 33.29           |
| 50              | Clancy          | 10              | 6               | 2               | 25.56           |
| Suplentes       |                 |                 |                 |                 |                 |
| 2               | Giarrafa        | 0               | 0               | 0               | 0               |
| 7               | Maranesi        | 0               | 0               | 0               | 0               |
| 9               | Scala           | 17              | 1               | 3               | 33.07           |
| 15              | Thorp           | 0               | 0               | 0               | 0               |
| 25              | Guaita          | 6               | 5               | 1               | 13.08           |
| 88              | Orlietti        | 0               | 0               | 0               | 6.43            |
| Entrenador      | Entrenador      | Gonzalo García  | Gonzalo García  | Gonzalo García  | Gonzalo García  |

### Sexto partido
| 15 de julio, 21:00 | Gimnasia Indalo                                                        | 68–70                | Quimsa                                                                 | Comodoro Rivadavia                                                                                   |  |  |
|                    | Parciales: 23 - 17, 16 - 20, 18 - 17, 11 - 16                          |                      |                                                                        | |  |  |
|                    | Estadísticas Leonel Schattmann 20 Federico Aguerre 16 Sam Clancy Jr. 4 | Reporte Pts Reb Asts | Estadísticas 14 Diego Damián García 8 Robert Battle 3 Lucas Pérez Naim | Pabellón: Estadio Socios Fundadores Árbitros: * Pablo Estévez * Alejandro Chiti * Fernando Sampietro |  |  |
| Serie: 2 - 4       |                                                                        |                      |                                                                        | |  |  |
|                    |                                                                        |                      |                                                                        | |  |  |

| Gimnasia Indalo | Gimnasia Indalo | Gimnasia Indalo | Gimnasia Indalo | Gimnasia Indalo | Gimnasia Indalo |
| Jugador         | Jugador         | Pts             | Reb             | As              | Minutos         |
| --------------- | --------------- | --------------- | --------------- | --------------- | --------------- |
| 5               | De Los Santos   | 12              | 2               | 2               | 39.56           |
| 12              | Aguerre         | 13              | 16              | 0               | 39.37           |
| 13              | Cavaco          | 5               | 7               | 0               | 12.29           |
| 20              | Schattmann      | 20              | 1               | 3               | 36.43           |
| 50              | Clancy          | 12              | 10              | 4               | 32.08           |
| Suplentes       |                 |                 |                 |                 |                 |
| 2               | Giarrafa        | 0               | 0               | 0               | 0               |
| 7               | Maranesi        | 0               | 0               | 0               | 0               |
| 9               | Scala           | 4               | 3               | 3               | 23.52           |
| 11              | Roumec          | 0               | 0               | 0               | 0               |
| 15              | Thorp           | 0               | 0               | 0               | 0               |
| 25              | Guaita          | 2               | 0               | 0               | 7.52            |
| 88              | Orlietti        | 0               | 0               | 0               | 0.23            |
| Entrenador      | Entrenador      | Gonzalo García  | Gonzalo García  | Gonzalo García  | Gonzalo García  |

| Quimsa     | Quimsa       | Quimsa           | Quimsa           | Quimsa           | Quimsa           |
| Jugador    | Jugador      | Pts              | Reb              | As               | Minutos          |
| ---------- | ------------ | ---------------- | ---------------- | ---------------- | ---------------- |
| 5          | García       | 14               | 1                | 0                | 22.08            |
| 7          | Aguirre      | 0                | 2                | 1                | 16.25            |
| 12         | Deck         | 13               | 6                | 0                | 24.47            |
| 17         | Vega         | 10               | 3                | 2                | 29.55            |
| 23         | Battle       | 12               | 8                | 1                | 30.37            |
| Suplentes  |              |                  |                  |                  |                  |
| 4          | Pérez Naim   | 9                | 3                | 3                | 28.18            |
| 6          | Ledesma      | 0                | 0                | 0                | 0                |
| 9          | Montero      | 0                | 0                | 0                | 0                |
| 10         | Fernández C. | 5                | 1                | 2                | 17.47            |
| 19         | Mainoldi     | 7                | 6                | 1                | 22.01            |
| 33         | Crawford     | 0                | 1                | 0                | 8.02             |
| Entrenador | Entrenador   | Silvio Santander | Silvio Santander | Silvio Santander | Silvio Santander |

Quimsa

Campeón

Primer título

## Estadísticas

### Quimsa
| Jugador                | PJ | Pts | Min    | Dobles | Dobles | Triples | Triples | Libres | Libres | Rebotes | Rebotes | As |
| Jugador                | PJ | Pts | Min    | C      | L      | C       | L       | C      | L      | Def     | Of      | As |
| ---------------------- | -- | --- | ------ | ------ | ------ | ------- | ------- | ------ | ------ | ------- | ------- | -- |
| Nicolás Aguirre        | 6  | 57  | 163,45 | 9      | 23     | 8       | 26      | 15     | 18     | 17      | 9       | 23 |
| Robert Battle          | 6  | 100 | 186,77 | 33     | 56     | 1       | 9       | 31     | 42     | 42      | 17      | 9  |
| Brahian Buticci        | 1  | 2   | 1,09   | 1      | 1      | 0       | 0       | 0      | 0      | 1       | 0       | 0  |
| Juan Fernández Chávez  | 6  | 44  | 103,82 | 5      | 13     | 4       | 15      | 4      | 5      | 7       | 2       | 4  |
| Chaz Crawford          | 6  | 15  | 57,34  | 5      | 19     | 0       | 0       | 5      | 10     | 7       | 3       | 0  |
| Gabriel Deck           | 6  | 65  | 154,75 | 24     | 44     | 1       | 9       | 14     | 17     | 23      | 6       | 2  |
| Diego Damián García    | 6  | 81  | 158,98 | 12     | 32     | 15      | 36      | 12     | 15     | 6       | 4       | 8  |
| Leonardo Mainoldi      | 6  | 36  | 121,59 | 7      | 19     | 7       | 24      | 1      | 3      | 24      | 5       | 3  |
| Lucas Pérez Naim       | 6  | 36  | 122,67 | 6      | 11     | 8       | 22      | 0      | 0      | 12      | 0       | 8  |
| Sebastián Ernesto Vega | 6  | 41  | 143,34 | 12     | 23     | 3       | 13      | 8      | 9      | 27      | 2       | 6  |

### Gimnasia Indalo
| Jugador               | PJ | Pts | Min    | Dobles | Dobles | Triples | Triples | Libres | Libres | Rebotes | Rebotes | As |
| Jugador               | PJ | Pts | Min    | C      | L      | C       | L       | C      | L      | Def     | Of      | As |
| --------------------- | -- | --- | ------ | ------ | ------ | ------- | ------- | ------ | ------ | ------- | ------- | -- |
| Nicolás De Los Santos | 6  | 61  | 205,37 | 19     | 46     | 3       | 15      | 14     | 19     | 16      | 6       | 20 |
| Sam Clancy, Jr.       | 6  | 68  | 188,24 | 23     | 62     | 0       | 0       | 22     | 30     | 47      | 17      | 9  |
| Federico Giarrafa     | 2  | 0   | 3,59   | 0      | 2      | 0       | 0       | 0      | 0      | 0       | 0       | 0  |
| Diego Guaita          | 6  | 35  | 86,3   | 10     | 24     | 2       | 10      | 9      | 10     | 18      | 2       | 2  |
| Santiago Scala        | 6  | 65  | 169,08 | 14     | 28     | 8       | 23      | 13     | 14     | 10      | 2       | 16 |
| Pablo Orlietti        | 4  | 0   | 18,33  | 0      | 5      | 0       | 0       | 0      | 0      | 0       | 0       | 1  |
| Diego Cavaco          | 6  | 30  | 155,04 | 3      | 7      | 8       | 19      | 0      | 1      | 17      | 7       | 24 |
| Leonel Schattmann     | 6  | 108 | 197,72 | 19     | 41     | 16      | 49      | 22     | 26     | 10      | 2       | 13 |

## Plantel campeón
(*) Bajas durante la temporada.